# آيت تيوكة (تيزي نتاست)
آيت تيوكة هو دُوَّار يقع بجماعة تيزي نتاست، إقليم تارودانت، جهة سوس ماسة في المملكة المغربية. ينتمي الدوّار لمشيخة تيزي نتاست التي تضم 33 دوار. يقدر عدد سكانه بـ 237 نسمة حسب الإحصاء الرسمي للسكان والسكنى لسنة 2004.

## وصلات خارجية
- البوابة الوطنية للجماعات الترابية
- المندوبية السامية للتخطيط